# Canada aux Jeux paralympiques d'été de 2000
Le Canada a participé aux Jeux paralympiques d'été de 2000 à Sydney. Il a été représenté par 166 athlètes, qui ont pris part à seize des dix-neuf catégories sportives.

## Participants

### Athlétisme
- Dean Bergeron
- Earle Connor
- Chantal Petitclerc

### Natation
- Stephanie Dixon
- Philippe Gagnon
- Benoît Huot

## Médailles

### Médailles d’or
| Sport        | Discipline                             | Athlète(s) | Performance                  |
| ------------ | -------------------------------------- | --- | ---------------------------- |
| . Athlétisme | 100 m T42 hommes                       | Earle Connor | 12 s 61                      |
| . Athlétisme | 200 m T54 femmes                       | Chantal Petitclerc | 29 s 17                      |
| . Athlétisme | 800 m T54 femmes                       | Chantal Petitclerc | 1 min 54 s 39                |
| . Athlétisme | 200 m T34 hommes                       | Jason Lachance | 29 s 17                      |
| . Athlétisme | 800 m T54 hommes                       | Jeff Adams | 1 min 38 s 22                |
| . Athlétisme | 1500 m T54 hommes                      | Jeff Adams | 3 min 10 s 98                |
| . Athlétisme | Marathon T52 hommes                    | Clayton Gerein | 2 h 03 min 12 s              |
| . Athlétisme | Lancer du disque F38 hommes            | James Shaw | 39 m 57                      |
| . Athlétisme | 200 m T52 femmes                       | Lisa Franks | 41 s 15                      |
| . Athlétisme | 400 m T52 femmes                       | Lisa Franks | 1 min 16 s 26                |
| . Athlétisme | 800 m T52 femmes                       | Lisa Franks | 2 min 29 s 13                |
| . Athlétisme | 1500 m T52 femmes                      | Lisa Franks | 4 min 41 s 64                |
| . Basket     | Tournoi hommes                         | David Durepos Richard Peter Travis Gaertner Chris Stoutenburg Patrick Anderson Jaimie Borisoff Kenneth Hall Ross Norton Joey Johnson Jeff Dennis James Treuer Roy Henderson        | Victoire contre les Pays-Bas |
| . Basket     | Tournoi femmes                         | Sabrina Pettinicchi Tracey Ferguson Lori Radke Linda Kutrowski Jo Kelly Michelle Stilwell Chantal Benoit Renee del Colle Marnie Peters Kendra Ohama Marni Abbott Jennifer Krempien | Victoire contre l'Australie  |
| . Goalball   | Tournoi femmes                         | Nancy Morin Nathalie Chartrand Viviane Forest Contessa Scott Amy Alsop Carrie Anton                                                                                                | Victoire contre l'Espagne    |
| Natation     | 50 m nage libre S10 hommes             | Benoît Huot | 25 s 37                      |
| Natation     | 200 m 4 nages SM10 hommes              | Benoît Huot | 2 min 17 s 13                |
| Natation     | 100 m dos S13 hommes                   | Walter Wu | 1 min 04 s 38                |
| Natation     | 100 m papillon S13 hommes              | Walter Wu | 1 min 00 s 87                |
| Natation     | 100 m nage libre S10 hommes            | Philippe Gagnon | 54 s 30                      |
| Natation     | 400 m nage libre S10 hommes            | Philippe Gagnon | 4 min 11 s 44                |
| Natation     | 50 m nage libre S7 femmes              | Danielle Campo | 34 s 98                      |
| Natation     | 100 m nage libre S7 femmes             | Danielle Campo | 1 min 14 s 64                |
| Natation     | 50 m papillon S7 femmes                | Elisabeth Walker-Young | 38 s 81                      |
| Natation     | 200 m 4 nages SM7 femmes               | Elisabeth Walker-Young | 3 min 14 s 36                |
| Natation     | 100 m dos S6 hommes                    | Adam Purdy | 1 min 18 s 14                |
| Natation     | 100 m dos S9 femmes                    | Stephanie Dixon | 1 min 11 s 04                |
| Natation     | 100 m nage libre S9 femmes             | Stephanie Dixon | 1 min 07 s 12                |
| Natation     | 400 m nage libre S9 femmes             | Stephanie Dixon | 4 min 53 s 83                |
| Natation     | 50 m nage libre S10 femmes             | Jessica Sloan | 28 s 44                      |
| Natation     | 100 m brasse SB9 femmes                | Jessica Sloan | 1 min 16 s 93                |
| Natation     | 100 m nage libre S10 femmes            | Jessica Sloan | 1 min 01 s 67                |
| Natation     | 200 m 4 nages SM10 femmes              | Jessica Sloan | 2 min 33 s 64                |
| Natation     | 100 m brasse SB13 femmes               | Kirby Cote | 1 min 19 s 43                |
| Natation     | 200 m 4 nages SM13 femmes              | Kirby Cote | 2 min 29 s 59                |
| Natation     | Relais 4 x 100 m 4 nages 34 pts        | Brad Sales Philippe Gagnon Andrew Haley Robert Penner Benoît Huot Adam Purdy | 4 min 32 s 39                |
| Natation     | Relais 4 x 100 m nage libre 34 pts     | Jessica Sloan Danielle Campo Andrea Cole Stephanie Dixon | 4 min 38 s 01                |
| Natation     | Relais 4 x 100 m 4 nages relais 34 pts | Stephanie Dixon Jessica Sloan Elisabeth Walker-Young Darda Geiger | 5 min 07 s 56                |

### Médailles d’argent
| Sport        | Discipline                      | Athlète(s) | Performance                |
| ------------ | ------------------------------- | --- | -------------------------- |
| . Athlétisme | 100 m T34 hommes                | Jason Lachance | 16 s 60                    |
| . Athlétisme | 400 m T34 femmes                | Jason Lachance | 54 s 78                    |
| . Athlétisme | 200 m T52 hommes                | André Beaudoin | 33 s 56                    |
| . Athlétisme | 200 m T42 hommes                | Earle Connor | 27 s 09                    |
| . Athlétisme | 400 m T54 hommes                | Jeff Adams | 48 s 95                    |
| . Athlétisme | 800 m T52 hommes                | Richard Reelie | 2 min 09 s 26              |
| . Athlétisme | 1500 m T11 hommes               | Jason Dunkerley | 4 min 10 s 17              |
| . Athlétisme | 100 m T52 femmes                | Lisa Franks | 23 s 45                    |
| . Athlétisme | 100 m T54 femmes                | Chantal Petitclerc | 16 s 80                    |
| . Athlétisme | 400 m T54 femmes                | Chantal Petitclerc | 56 s 08                    |
| . Athlétisme | Lancer du disque F55 hommes     | Jacques Martin | 32 m 71                    |
| . Athlétisme | Lancer du javelot F13 hommes    | France Gagne | 53 m 66                    |
| . Athlétisme | Pentathlon P13 femmes           | Courtney Knight | 2859 points                |
| . Athlétisme | Lancer du disque F35 hommes     | Kyle Pettey | 36 m 20                    |
| . Athlétisme | Lancer du poids F35 hommes      | Kyle Pettey | 36 m 20                    |
| Cyclisme     | Contre-la-montre mixte CP div 3 | Jean Quevillon | 8 min 18 s                 |
| Cyclisme     | Tandem mixte                    | Julie Cournoyer Alexandre Cloutier | 92 min 43 s                |
| Natation     | 100 m dos S10 hommes            | Benoît Huot | 1 min 05 s 25              |
| Natation     | 100 m nage libre S10 hommes     | Benoît Huot | 55 s 46                    |
| Natation     | 400 m nage libre S10 hommes     | Benoît Huot | 4 min 16 s 09              |
| Natation     | 100 m papillon S10 hommes       | Philippe Gagnon | 1 min 00 s 25              |
| Natation     | 100 m papillon S13 hommes       | Brian Hill | 1 min 02 s 79              |
| Natation     | 200 m 4 nages SM13 hommes       | Walter Wu | 2 min 20 s 31              |
| Natation     | 400 m nage libre S13 hommes     | Walter Wu | 4 min 20 s 23              |
| Natation     | 50 m nage libre S11 femmes      | Jessica Tuomela | 33 s 75                    |
| Natation     | 50 m nage libre S13 femmes      | Kirby Cote | 28 s 80                    |
| Natation     | 100 m nage libre S13 femmes     | Kirby Cote | 1 min 02 s 98              |
| Natation     | 100 m brasse SB13 femmes        | Chelsey Gotell | 1 min 27 s 18              |
| Natation     | 100 m papillon S8 femmes        | Andrea Cole | 1 min 25 s 34              |
| Natation     | 50 m nage libre S9 femmes       | Stephanie Dixon | 31 s 29                    |
| Natation     | 200 m 4 nages SM9 femmes        | Stephanie Dixon | 2 min 47 s 59              |
| Natation     | 400 m nage libre S7 femmes      | Danielle Campo | 5 min 35 s 08              |
| Volley-ball  | Tournoi hommes                  | Neil Johnson Geoff Hammond John Przybyszewski Jose Rebelo Joey Stabner Tony Quarin Wayne Epp Chris Rodway Larry Matthews Jason Migchels Mikael Bartholdy Lawrence Flynn | Défaite contre l'Allemagne |